# Reginald Hamlin
Reginald Henry James Hamlin (* 21. April 1908 in Napier; † 4. August 1993 in Addis Abeba) war ein neuseeländischer Arzt für Gynäkologie und Geburtshilfe. Er gründete 1974 zusammen mit seiner Frau Catherine Hamlin in Äthiopien das Addis Ababa Fistula Hospital, in dem Frauen mit geburtsbedingten Fisteln kostenlos behandelt werden. Beide wurden für ihren jahrzehntelangen Einsatz für Frauen in Äthiopien mehrfach ausgezeichnet.

## Leben
Reginald Hamlin wurde 1908 im neuseeländischen Napier geboren. Er hat in 1931 ein Masterstudium an der University of Canterbury in Geschichte über Sir Robert Stout abgeschlossen. Danach absolvierte er sein Studium der Medizin an den Universitäten Canterbury und Otago. Während des Zweiten Weltkrieges diente er als Chirurg in der Marine der Neuseeländischen Streitkräfte. Nach dem Ende des Krieges qualifizierte er sich in Großbritannien zum Fellow of the Royal College of Obstetricians and Gynaecologists (F.R.C.O.G.), der britischen Berufsvereinigung der in den Bereichen Gynäkologie und Geburtshilfe tätigen Fachärzte, und wirkte anschließend in entsprechenden Positionen in London, Hongkong und am Crown Street Women’s Hospital in Sydney.
Im Mai 1959 ging er aufgrund einer Stellenausschreibung in der medizinischen Fachzeitschrift The Lancet in die äthiopische Hauptstadt Addis Abeba, um dort als Berater am Princess Tsahai Memorial Hospital im Rahmen eines für drei Jahre geplanten Projekts eine Schule für Hebammen aufzubauen. Begleitet wurde er von seiner aus Australien stammenden und ebenfalls als Gynäkologin tätigen Frau Catherine Hamlin, die er am Crown Street Women’s Hospital kennengelernt und 1950 geheiratet hatte. Beide blieben über die ursprünglich geplante Dauer ihres Aufenthaltes hinaus in Äthiopien und widmeten sich, zunächst am Princess Tsahai Memorial Hospital und ab 1974 an dem von ihnen gegründeten Addis Ababa Fistula Hospital, der Behandlung von geburtsbedingten Fisteln bei Frauen. Dabei handelt es sich um eine röhrenartige Verbindung zwischen der Vagina und der Harnblase oder dem Darm, die durch Geburtskomplikationen beziehungsweise Fehlgeburten entstehen kann und aufgrund von unkontrolliertem Austritt von Urin oder Exkrementen aus der Scheide schwerwiegende soziale Folgen für die betroffenen Frauen hat.
Reginald Hamlin wurde im Juni 1964 „für seinen unermüdlichen Einsatz zugunsten des Wohlergehens von Frauen in Äthiopien“ in den Order of the British Empire aufgenommen und 1994 postum zum Honorary Fellow des Royal Australian and New Zealand College of Obstetricians and Gynaecologists ernannt. Er starb 1993 in Addis Abeba. Die Leitung des Addis Ababa Fistula Hospitals, die er bis zu seinem Tod innehatte, übernahm anschließend seine Frau.